# خودبیمارانگاری
خودبیمارانگاری یا هیپوکندریا (به انگلیسی: Hypochondriasis)، در اصطلاح روان‌شناسی و روان‌پزشکی برای شخصی به کار می‌رود که علی‌رغم برخورداری از سلامت بدنی، همچنان خود را بیمار می‌داند. در حالی که معاینه‌ها و بررسی‌های پزشکی کامل و همه‌جانبه هیچ مشکلی را نشان نمی‌دهند، فرد خودبیمارانگار قویاً به ابتلا به یک بیماری جدی یا مرگبار معتقد است.

## شرح بیماری
افراد مبتلا به این بیماری نگران سلامتی خود و ابتلا به اختلال‌های بدنی فرضی هستند. این افراد به‌طور دائم خیال می‌کنند که به بیماری شدیدی مبتلا شده‌اند و حتی اگر دربارهٔ آن هیچ نشانه پزشکی نداشته باشند هم در مورد بیماری خیالی خود متقاعد نمی‌شوند. افرادی که بیش از حد نگران سلامتی خود هستند نیز، ممکن است مبتلا به این بیماری روانی شوند.
این تصور هنگامی بیماری شمرده می‌شود که نزدیک به ۶ ماه از شروع آن گذشته باشد و علی‌رغم تأیید سلامت بدن توسط پزشک، فرد هنوز بر بیمار بودنش اصرار داشته باشد، تا آنجا که ترس از بیمار بودن، او را دائم به مراکز درمانی گوناگون بکشاند که به آن سندرم بیمار خیالی نیز گفته می‌شود. علل عمدهٔ آن دو مورد است، که یکی اضطراب و دیگری افسردگی است. درمان آن با داروهای ضداضطراب و مشاورهٔ روان‌شناسی ممکن است.
این افراد ممکن است شکایاتی در مورد نوعی ناراحتی در ناحیه معده، قفسه سینه، سر، دستگاه تناسلی و سایر قسمت‌های بدن داشته باشند و بر همین اصل به پزشک‌های متعددی مراجعه می‌کنند با آنکه مدارک پزشکی نشان می‌دهد که هیچ ناراحتی جسمی ندارند. البته گاهی نشانه‌های بسیار خفیف بیماری وجود دارد؛ اما این افراد این نشانه‌ها را بسیار اغراق‌آمیز جلوه می‌دهند.

## طبقه‌بندی تشخیصی
در ویرایش چهارم دستنامه تشخیصی و آماری اختلال‌های روانی این اختلال با نام هیپوکندریا (hypochondriasis) وجود داشت که در ویرایش پنجم آن به دو اختلال زیر تقسیم شده‌است. یک دسته اختلال علایم جسمانی (somatic symptom disorder) و دیگری اختلال اضطراب بیماری (illness anxiety disorder) است. مواردی از بیماری که همراه با وجود علائم جسمانی هستند و فرد بر اساس تفسیر نادرستی که از علائم جسمانی خود می‌کند، به این فکر می‌رسد که مبتلا به بیماری خاصی است، اختلال علایم جسمانی نامیده می‌شود. اما مواردی که بیمار از علامت جسمانی خاصی شکایت ندارد و مشکل عمده نگرانی از ابتلا به یک بیماری است، اختلال اضطراب بیماری نامیده می‌شود.
در واقع اختلال اضطراب بیماری تشخیص جدیدی است که تنها بخش کوچکی از بیمارانی که درگذشته به‌عنوان هیپوکندریا طبقه‌بندی می‌شدند را دربرمی‌گیرد. این بیماری همچنین به کسانی که مبتلا به بیماری طبی خاصی هستند اما اضطرابشان به شکل بی تناسبی بیشتر از چیزی است که با بیماری طبی قابل توجیه است و همچنین به افرادی که فکر می‌کنند بیماریشان به بدترین شکل ممکن پیش خواهد رفت و بدترین عواقب ناشی از بیماری را خواهند داشت، گفته می‌شود.
همان‌گونه که ذکر شد در این اختلال روحی-روانی میزان بالایی از اضطراب بابت سلامتی وجود دارد و فرد به سرعت نگران وضع سلامتی خود می‌شود. فرد رفتارهای مفرطی در رابطه با سلامتی‌اش دارد؛ برای مثال بدنش را به کرات برای علائم بیماری وارسی می‌کند یا اجتناب غیرانطباقی نشان می‌دهد؛ برای مثال از ملاقات با پزشک و رفتن به بیمارستان اجتناب می‌کند. اشتغال ذهنی به بیماری دست کم شش ماه دوام یافته‌است، اما بیماری خاصی که فرد از آن می‌هراسد ممکن است طی آن دوره زمانی تغییر پیدا کند. سابقه خانوادگی و انتقال ژنی اغلب علت این اختلال بوده‌است.

## ملاک‌های تشخیصی
برای گذاشتن تشخیص این بیماری افراد باید هر پنج ویژگی زیر را داشته باشند:
1. مشغولیت ذهنی زیادی دربارهٔ ابتلا به یک بیماری جدی داشته باشند.
2. علائم جسمی وجود نداشته باشد؛ یا درصورتی که علائمی جسمی وجود دارد از حداقل شدت برخوردار باشند و اگر یک بیماری طبی وجود دارد یا احتمال واقعی خطر برای ابتلا به آن وجود دارد نگرانی و نشخوار فکر دربارهٔ آن بیش از حد باشد و تناسبی با وضعیت نداشته باشد.
3. فرد دارای سطوح بالایی از اضطراب نسبت به سلامتی خود باشد و به آسانی در ارتباط با وضعیت سلامتی خود نگران می‌شود.
4. فرد به انجام فعالیت‌های افراطی در مورد سلامتی خود می‌پردازد. (بررسی دائمی بدن برای یافتن نشانه‌ای از بیماری) یا رفتارهای اجتنابی نامتناسب دارد (مثلاً از رفتن به مطب پزشک اجتناب می‌کند).
5. این مشغولیت ذهنی در مورد بیماری باید حداقل شش ماه ادامه داشته باشد.[۷]

### ویژگی‌های بالینی
این افراد معتقدند مبتلا به بیماری هستند که پزشکان نمی‌توانند آن را تشخیص دهند. نگرانی و دغدغه فکری آن‌ها دربارهٔ بیماری در تعامل و روابط آن‌ها با دیگران مشکل ایجاد می‌کند. این افراد اغلب گرایش دارند در اینترنت و منابع به دنبال اطلاعاتی در مورد بیماری فرضی خود بگردند.

## سبب‌شناسی
علت این اختلال مشخص نیست. ممکن است این اختلال به دنبال یک تجربه استرس‌زا در زندگی، یا یک تهدید در مورد سلامتی ایجاد شود. همچنین وجود سابقه سوءرفتار کودکی یا وجود یک بیماری جدی در آن زمان می‌تواند فرد را مستعد این اختلال کند. به‌صورت کلی موارد زیر می‌تواند در بروز و تشدید خودبیمارانگاری مؤثر باشد:
- داشتن سابقه بیماری در یکی از اعضای خانواده
- مجاورت با افراد و اخبار تقویت کننده شیوع بیماری
- عدم مطالعه و نداشتن آگاهی کافی در مورد بیماری
- داشتن زمینه اختلال‌هایی چون اضطراب، تروما و افسردگی[۸]
- اختلال در هورمون‌هایی مانند سروتونین
- پریشانی بالینی

## درمان
بیماران معمولاً نسبت به درمان روان‌پزشکی مقاوم هستند. روان‌درمانی گروهی، معمولاً سودمند واقع می‌شود چون این درمان، جوی تعاملی و حمایتی را به‌وجود می‌آورد که سبب می‌شود تا میزان استرس این افراد کاهش یابد.
مدل درمان برای این اختلال بر نقش اجتناب و رفتارهای ایمنی بخش به‌عنوان عوامل حفاظت‌کننده در مقابل اضطراب بیماری تأکید می‌کند.
خودبیمارانگاری با نشانگان مونشهاوزن متمایز است، چراکه در اختلال خودبیمارانگاری، خود فرد آگاهانه علایم بیماری را جعل نمی‌کند و تلاشی آگاهانه برای تقلید یک بیماری از خود بروز نمی‌دهد.